# Hasiba Ebrahimi

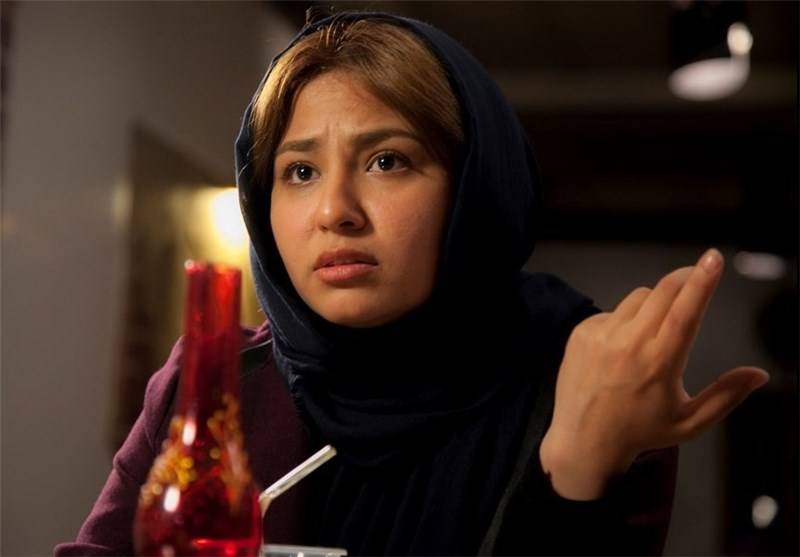
Hasiba Ebrahimi

Hasiba Ebrahimi (paschtunisch حسیبه ابراهیمي, persisch حسیبا ابراهیمی; * 21. Dezember 1996) ist eine afghanische Schauspielerin.

## Leben und Karriere
Ebrahimi wurde in Afghanistan in eine Familie der ethnischen Minderheit der Hazara geboren. Aufgrund des anhaltenden Krieges in ihrem Heimatland floh sie mit ihrer Familie nach Iran. Ihr Debüt gab sie 2014 in dem Film A Few Cubic Meters of Love. Für ihre Darstellung der Marvena wurde sie  für den Crystal Simorgh als Beste Hauptdarstellerin beim Fajr Film Festival nominiert. Anschließend war sie 2017 in dem Film Lina zu sehen. 2019 erhielt sie beim Asian World Film Festival den Preis als beste Schauspielerin für ihre Rolle in Hava, Maryam, Ayesha.

## Filmografie
- 2014: A Few Cubic Meters of Love
- 2017: Lina
- 2013: Hava, Maryam, Ayesha
- 2020: When Pomegranates Howl
- 2021: Habeeb
- 2022: Shabnam